# Inštitut za zgodovino medicine Medicinske fakultete v Ljubljani
Inštitut za zgodovino medicine je znanstveno-raziskovalni inštitut, ki deluje v okviru Medicinske fakultete Univerze v Ljubljani.
Trenutni vodja inštituta je prof. dr. Zvonka Z. Slavec.